# Моасір Сікейра де Кейрос
Моасір Сікейра де Кейрос (порт. Moacyr Siqueira de Queiroz), більш відомий як Русінью (порт. Russinho, 18 грудня 1902, Ріо-де-Жанейро, Бразилія — 14 серпня 1992, там само) — бразильський футболіст, що грав на позиції нападника, зокрема, за клуб «Васко да Гама», а також національну збірну Бразилії.
Чотириразовий переможець Ліги Каріока. 

## Клубна кар'єра
У футболі дебютував 1922 року виступами за команду клубу «Андарай», в якій провів один сезон. 
Своєю грою за цю команду привернув увагу представників тренерського штабу клубу «Васко да Гама», до складу якого приєднався 1924 року. Відіграв за команду з Ріо-де-Жанейро наступні десять сезонів своєї ігрової кар'єри.
Завершив професійну ігрову кар'єру у клубі «Ботафого», за який виступав протягом 1935—1938 років.
Помер 14 серпня 1992 року на 90-му році життя.

## Виступи за збірну
1930 року дебютував в офіційних матчах у складі національної збірної Бразилії. Протягом кар'єри у національній команді провів у її формі 2 матчі, забивши 1 гол в товариському матчі проти Югославії.
У складі збірної був заявлений на Чемпіонат Південної Америки 1925 року в Аргентині, де разом з командою здобув «срібло», чемпіонату світу 1930 року в Уругваї, де зіграв проти Болівії (4:0).

## Титули і досягнення

### Командні
- Переможець Ліги Каріока (4):

«Васко да Гама»: 1924, 1929, 1934
«Ботафого»: 1935
- Срібний призер Чемпіонату Південної Америки: 1925

### Особисті
Найкращий бомбардир Ліги Каріока: (3): 1924 (14), 1929 (23), 1931 (17)